# Donzella violeta
La donzella violeta (Boloria dia) és una espècie de lepidòpter papilionoïdeu de la família dels nimfàlids (Nymphalidae) present als Països Catalans.

## Distribució
Es distribueix per Europa, Turquia, Caucas, Transcaucàsia, Rússia, nord del Kazakhstan i Mongòlia. A la península Ibèrica es troba a la meitat nord.

## Hàbitat
Clars de boscos humits o secs, herbosos, amb arbustos i flors. L'eruga s'alimenta de plantes del gènere Viola.

## Període de vol i hibernació
Dues o tres generacions a l'any, entre finals d'abril i començaments de setembre. Hiberna com a eruga.